# Epsilon Draconis
Epsilon Draconis (Tyl, 63 Draconis) é uma estrela binária na direção da constelação de Draco. Possui uma ascensão reta de 19h 48m 10.21s e uma declinação de +70° 16′ 04.2″. Sua magnitude aparente é igual a 3.84. Considerando sua distância de 146 anos-luz em relação à Terra, sua magnitude absoluta é igual a 0.59. Pertence à classe espectral G8III.